# Fortaleza de São Miguel

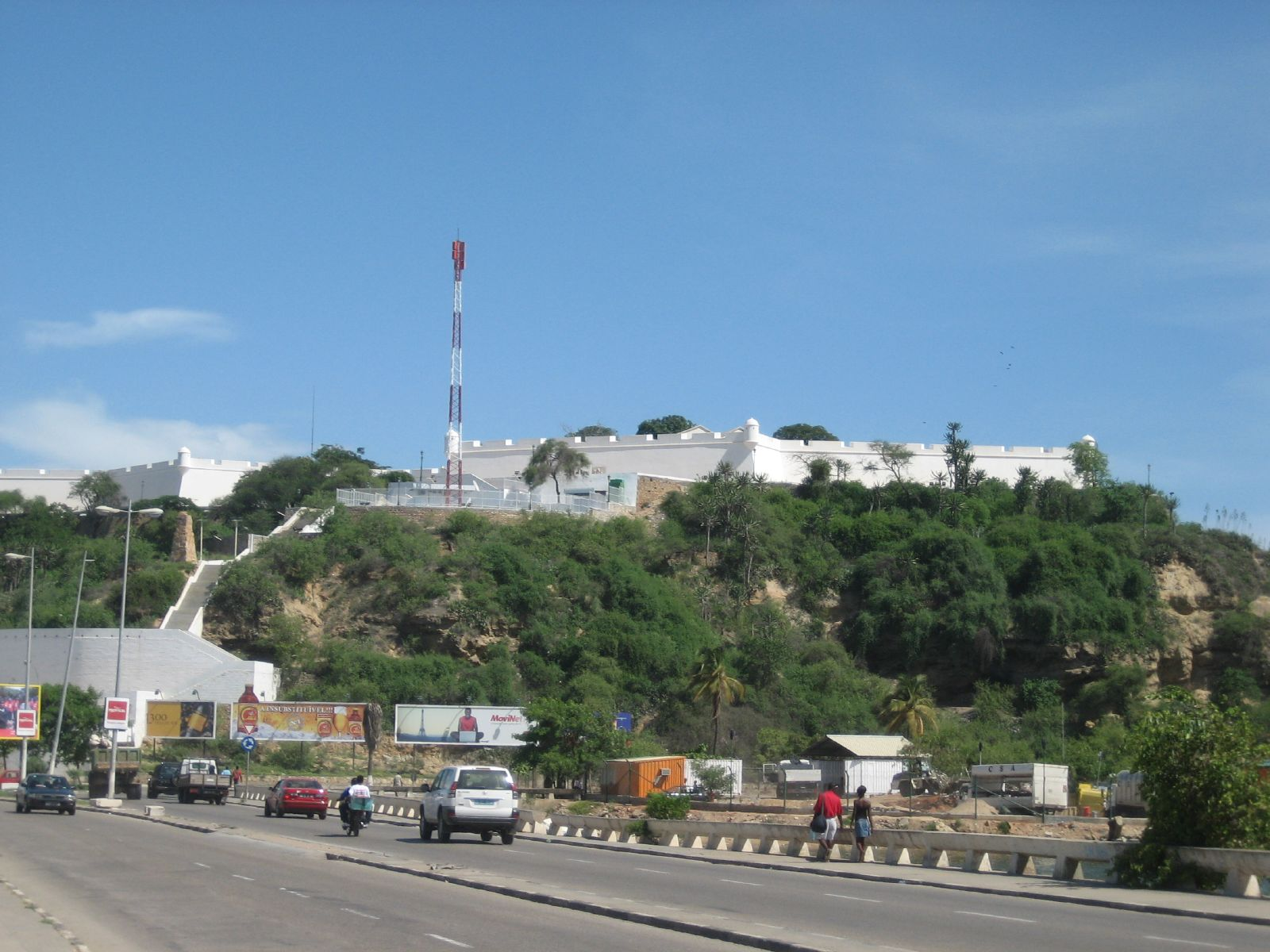
Fortaleza de São Miguel

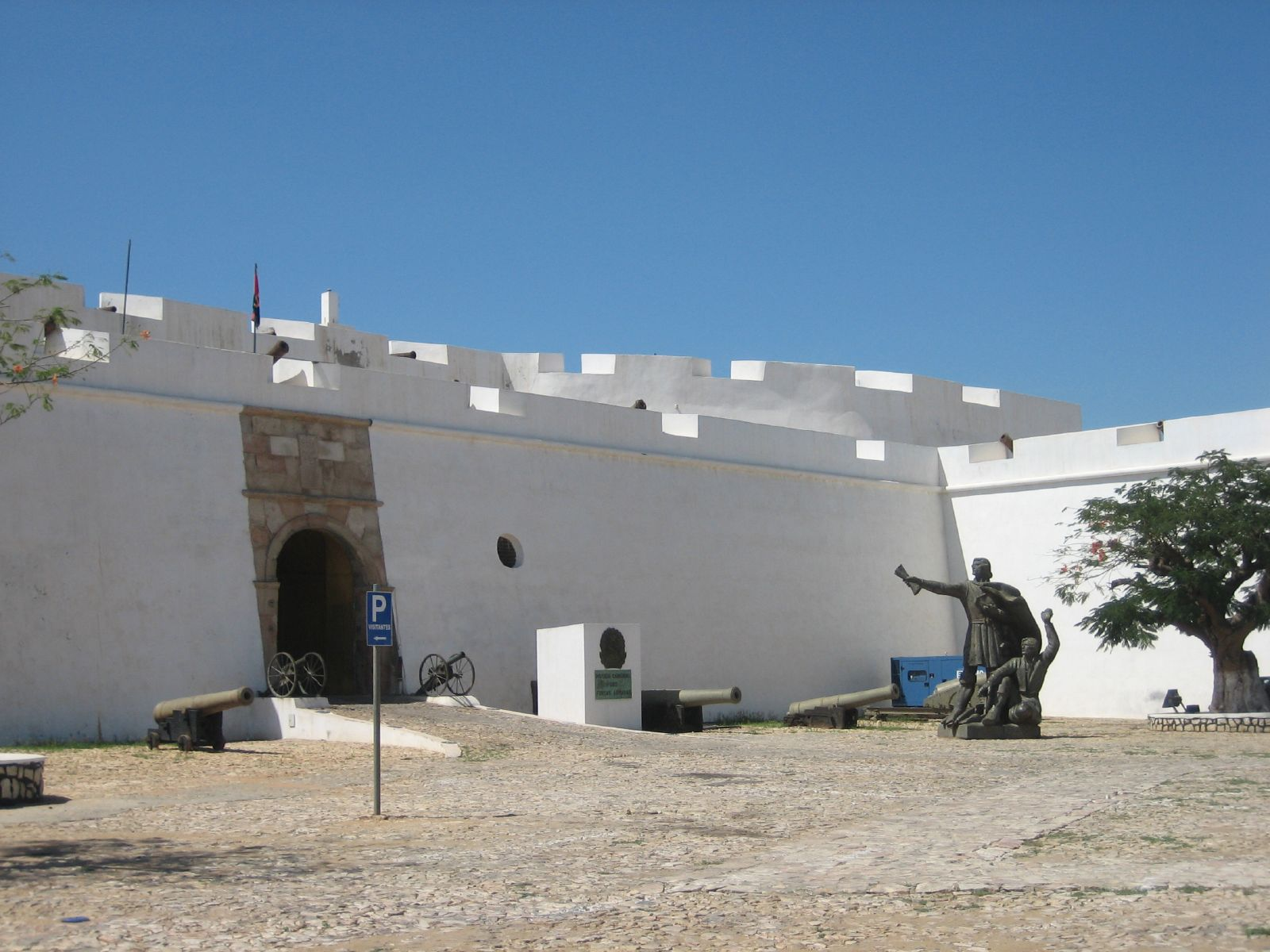
Fortaleza de São Miguel, intrarea

Fortaleza de São Miguel (în traducere „Fortăreața Sfântului Mihail”) a fost o fortăreață a imperiului colonial portughez construită în Luanda, Angola.
Fortăreața São Miguel a fost construiă în 1576 de către Paulo Dias de Novais. A devenit centrul administrativ al coloniei în 1627 și a fost un important centru pentru comerțul transatlantic cu sclavi spre Brazilia. 

## Istoric
Acestă masivă fortăreață a fost construită timp de mai mulți ani și a protejat orașul cu zidurile groase prevăzute cu tunuri.  În interiorul fortului, plăcile ceramice complexe spun povestea despre Angola din primii ei ani, iar în curte sunt statui mari, impunătoare, cu primul rege din Portugalia, statuia lui Diogo Cao sau a exploratorului renumit Vasco de Gama, precum și multe alte personalități.
Astăzi găzduiește muzeul forțelor armate din Angola.